# Rapaselet
Rapaselet (lulesamiska: Ráhpajávvre) är ett deltaområde beläget i den mittre delen av Rapadalen i Sareks nationalpark. Deltat är omkring 9 kilometer långt och bildas av älven Ráhpaädno och ligger mellan Bielloriehppemassivet och Skoarkkimassivet. Höjden över havet är omkring 590 meter.

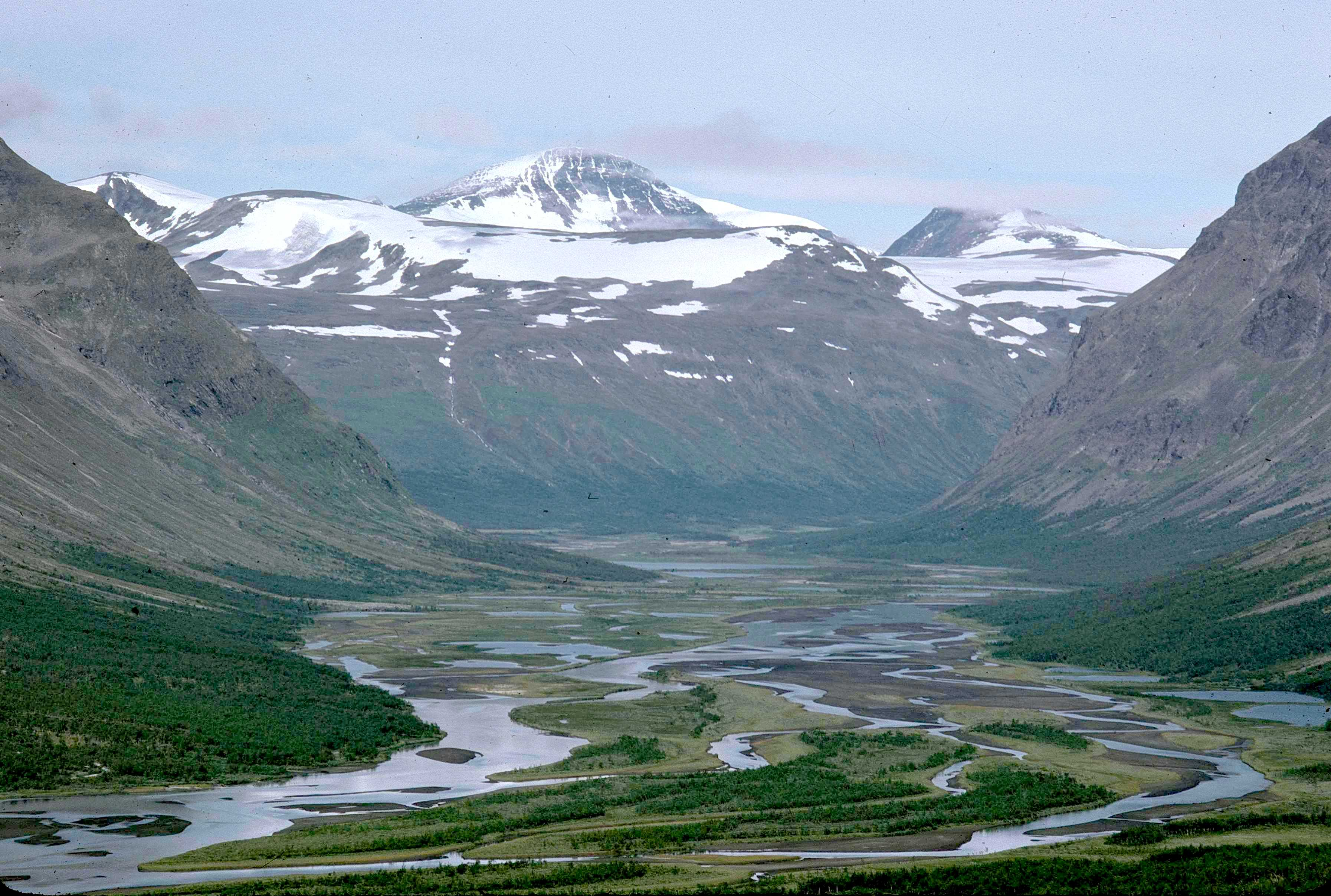
Rapaselet i Rapadalen. Bielloriehppe till vänster och Skoarkki till höger. Oalgásjmassivet i bakgrunden.
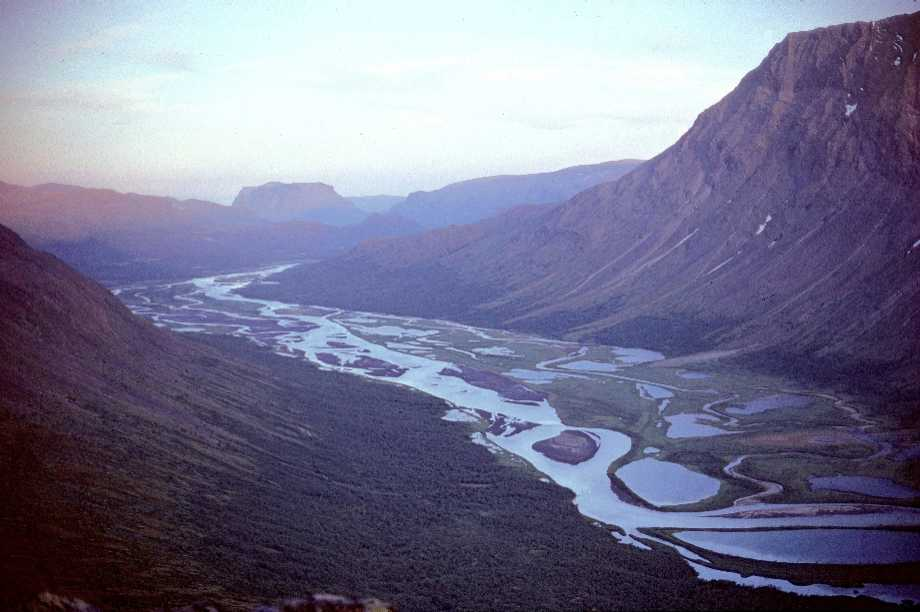
Rapaselet vid midnatt.
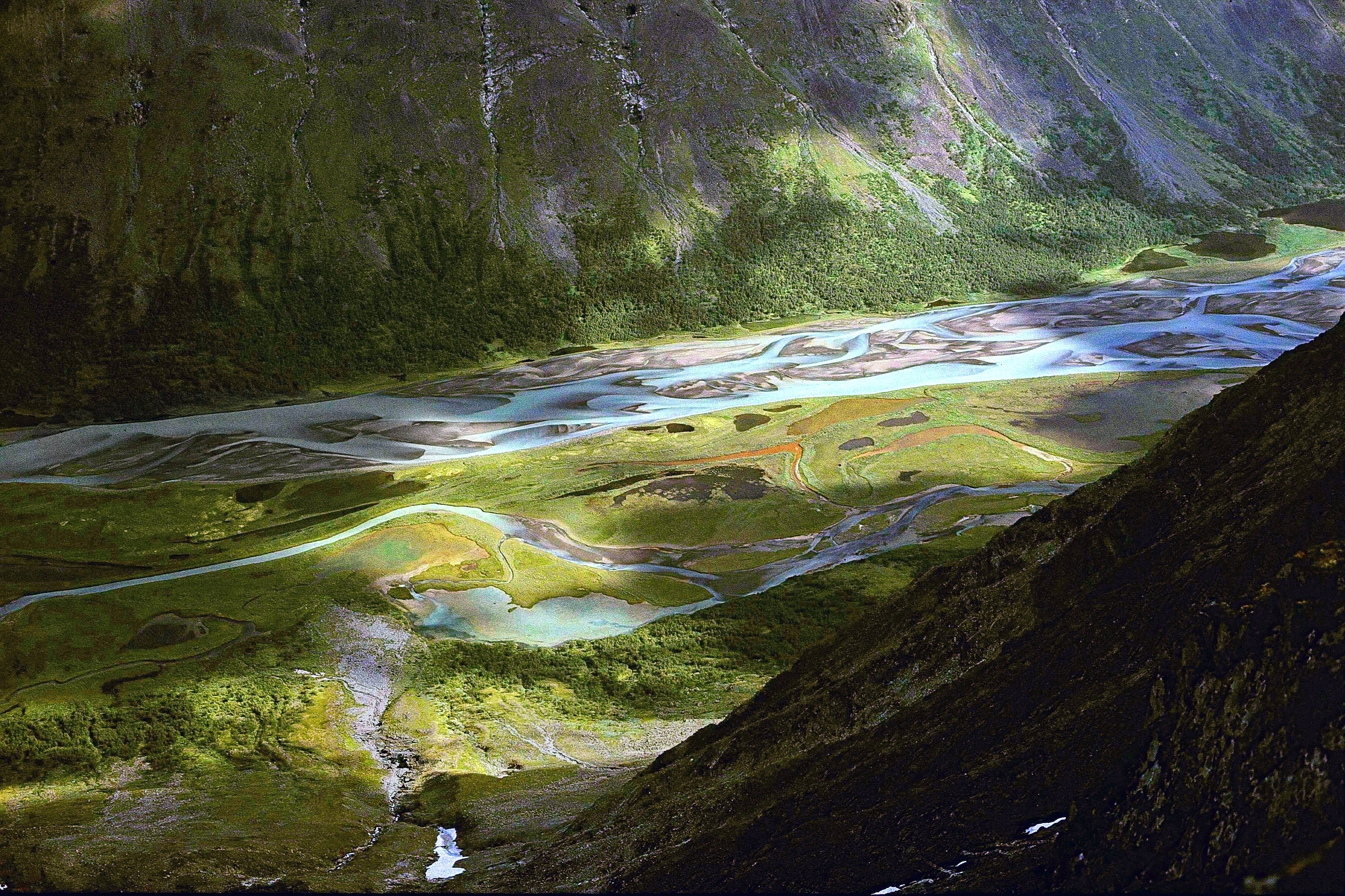
Rapaselet sett från Bielloriehppe.